# Tobias Matthias Peterka
Tobias Matthias Peterka (* 4. September 1982 in Achern) ist ein deutscher Politiker der Alternative für Deutschland (AfD) und Diplom-Jurist. Seit 2017 ist er Mitglied des Deutschen Bundestags; dort ist er der rechtspolitische Sprecher der AfD-Fraktion.

## Leben
Peterka absolvierte an der Universität Bayreuth ein Studium der Rechtswissenschaften, das er mit dem Ersten Staatsexamen sowie als Diplom-Wirtschaftsjurist abschloss. 2010 begann er ein Promotionsverfahren an der Universität Bayreuth, welches er bis heute nicht abgeschlossen hat. Parallel war er in einer Kanzlei für Insolvenzrecht sowie der Rechtsabteilung mittelständischer Unternehmen tätig. Peterka wurde 2016 Angestellter im Öffentlichen Dienst.

## Politik

### Partei
Seit 2013 ist Peterka Mitglied in der AfD und war ein Gründungsmitglied der AfD Bayern. Von 2013 bis 2015 war er Vorsitzender der Jungen Alternative Bayern. Er ist Bezirksvorsitzender der AfD in Oberfranken und ehemaliger Kreisvorsitzender in Bayreuth.
Am 24. September 2017 wurde Peterka als Abgeordneter in den 19. Deutschen Bundestag über den Listenplatz 11 der bayerischen Landesliste der AfD gewählt. Die Wochenzeitung Die Zeit schrieb nach seiner Wahl, dass Peterka auf der sozialen Plattform Facebook „mit Anhängern der rechtsextremen Identitären Bewegung und dem  Publizisten Jürgen Elsässer befreundet“ sei.

### Abgeordneter im Deutschen Bundestag
Tobias Peterka ist ordentliches Mitglied im Rechtsausschuss und im Unterausschuss Europarecht des Deutschen Bundestages. Im Unterausschuss Europarecht ist er zudem stellvertretender Vorsitzender. Zudem gehört er als stellvertretendes Mitglied dem Ausschuss für Bildung, Forschung und Technikfolgenabschätzung sowie der Enquete-Kommission Berufliche Bildung an. Er ist ferner stellvertretender Vorsitzender der Deutsch-Koreanischen Parlamentariergruppe und Mitglied der Deutsch-Israelischen Parlamentariergruppe.
Bei der Bundestagswahl 2025 wurde Peterka über die Landesliste Bayern der AfD in den 21. Deutschen Bundestag gewählt. Dort ist er Mitglied im Ausschuss für Recht und Verbraucherschutz.

## Sonstiges
2015 hatte Peterka einen Gastauftritt in dem Film Er ist wieder da von David Wnendt.